# The Snake Pit
The Snake Pit is een Amerikaanse dramafilm uit 1948 onder regie van regisseur Anatole Litvak. Het scenario is gebaseerd op de gelijknamige roman uit 1946 van de Amerikaanse auteur Mary Jane Ward.

## Verhaal
Virginia Cunningham is een patiënte in een psychiatrische instelling, die een therapie ondergaat met de arts Mark Kik. Daaruit blijkt dat ze liefdeloos werd opgevoed door haar moeder en heel vroeg haar vader heeft verloren. Bovendien denkt Virgina dat haar schuld treft aan de dood van de man van wie ze hield. Ze verhuist vervolgens naar een andere afdeling, waar ze wordt gekleineerd door een ziekenzuster. Daarna belandt ze in de "slangenkuil", die een vreemde uitwerking heeft op haar.

## Rolverdeling
| Acteur              | Personage                  |
| ------------------- | -------------------------- |
| Olivia de Havilland | Virginia Stuart Cunningham |
| Mark Stevens        | Robert Cunningham          |
| Leo Genn            | Dr. Mark Kik               |
| Celeste Holm        | Grace                      |
| Glenn Langan        | Dr. Terry                  |
| Helen Craig         | Zuster Davis               |
| Leif Erickson       | Gordon                     |
| Beulah Bondi        | Mevrouw Greer              |
| Lee Patrick         | Patiënte in de instelling  |
| Howard Freeman      | Dr. Curtis                 |
| Natalie Schafer     | Mevrouw Stuart             |
| Ruth Donnelly       | Ruth                       |
| Katherine Locke     | Margaret                   |
| Frank Conroy        | Dr. Jonathan Gifford       |
| Minna Gombell       | Juffrouw Hart              |

## Prijzen en nominaties
| Jaar | Prijs  | Categorie                  | Genomineerde(n)               | Uitslag     |
| ---- | ------ | -------------------------- | ----------------------------- | ----------- |
| 1948 | Oscars | Beste geluid               | Thomas T. Moulding            | Gewonnen    |
| 1948 | Oscars | Beste vrouwelijke hoofdrol | Olivia de Havilland           | Genomineerd |
| 1948 | Oscars | Beste regie                | Anatole Litvak                | Genomineerd |
| 1948 | Oscars | Beste muziek               | Alfred Newman                 | Genomineerd |
| 1948 | Oscars | Beste film                 | Anatole Litvak Robert Bassler | Genomineerd |
| 1948 | Oscars | Beste aangepaste scenario  | Millen Brand Frank Partos     | Genomineerd |